# Les zvláštního určení
Lesy zvláštního určení jsou v České republice podle lesního zákona
lesy, které nejsou lesy ochrannými a jsou vyjmenovány v zákoně a dále jimi mohou být lesy, u kterých veřejný zájem je nadřazen produkčním funkcím hospodářského lesa.
Lesy zvláštního určení zabírají asi 24 % plochy lesů v ČR.

## Zařazení ze zákona
Lesy zvláštního určení nejsou lesy ochrannými a nacházejí se
a) v ochranném pásmu vodních zdrojů I. stupně (pásmech hygienické ochrany),
b) v ochranných pásmech zdrojů přírodních minerálních vod,
c) na území národních parků a národních přírodních rezervací.
Škatulkování LZU pro výzkumnické bádání uvádí vyhláška ÚHÚL.

## Zařazení z rozhodnutí státní správy
Lesy, u nichž lze doložit oprávněný veřejný zájem na plnění mimoprodukčních funkcí (např. lesy potřebné pro zachování biodiverzity) lze také zařadit mezi lesy zvláštního určení. O zařazení rozhoduje orgán státní správy lesů (krajský úřad nebo ministerstvo) na návrh vlastníka lesa nebo z vlastního podnětu.
Podnět k tomu, aby se konkrétní les, který je součástí maloplošného chráněného území, např. národní přírodní památky, stal lesem zvláštního určení, nemůže dát Agentura ochrany přírody, protože ta není účastníkem řízení podle Lesního zákona. Tento paradox dokumentovala i Česká televize na příkladech ničení ekologicky cenné Hodonínské dúbravy a Koleb na jižní Moravě.

## Hospodaření
Vlastníci lesů zvláštního určení jsou povinni strpět omezení při hospodaření v nich. Vlastníkům těchto lesů náleží náhrada zvýšených nákladů, pokud jim z omezeného způsobu hospodaření v nich vzniknou.
Lesní pozemky s lesy ochrannými a lesy zvláštního určení nejsou předmětem daně z pozemků. Daň z nemovitých věcí se z nich tedy neplatí.